# Arianops copelandi
Arianops copelandi är en skalbaggsart som beskrevs av Christopher E. Carlton 1990. Arianops copelandi ingår i släktet Arianops och familjen kortvingar. Inga underarter finns listade i Catalogue of Life.